# Sam Esmail
Sam Esmail (en àrab:سام إسماعيل) (Hoboken, Nova Jersey, 17 de setembre de 1977) és un guionista, director de televisió i productor estatunidenc conegut principalment per ser el creador de la sèrie de televisió Mr. Robot.

## Biografia
Fill de pares egipcis, decidiren mudar-se a Carolina del Sud quan Sam tenia cinc anys. Des de ben petit rebé insults racistes, també quan tornà a Nova Jersey durant l'educació secundària. D'adolescent va començar a programar. Les revoltes de la primavera àrab van inspirar-li a l'hora de crear la seva obra més famosa: la sèrie de televisió Mr. Robot.